# Thomas Willoughby (4e baron Middleton)
Thomas Willoughby, 4e baron Middleton (19 décembre 1728 - 2 novembre 1781), est un homme politique britannique qui siège à la Chambre des communes de 1762 à 1774, date à laquelle il accède à la pairie en tant que baron Middleton.

## Biographie

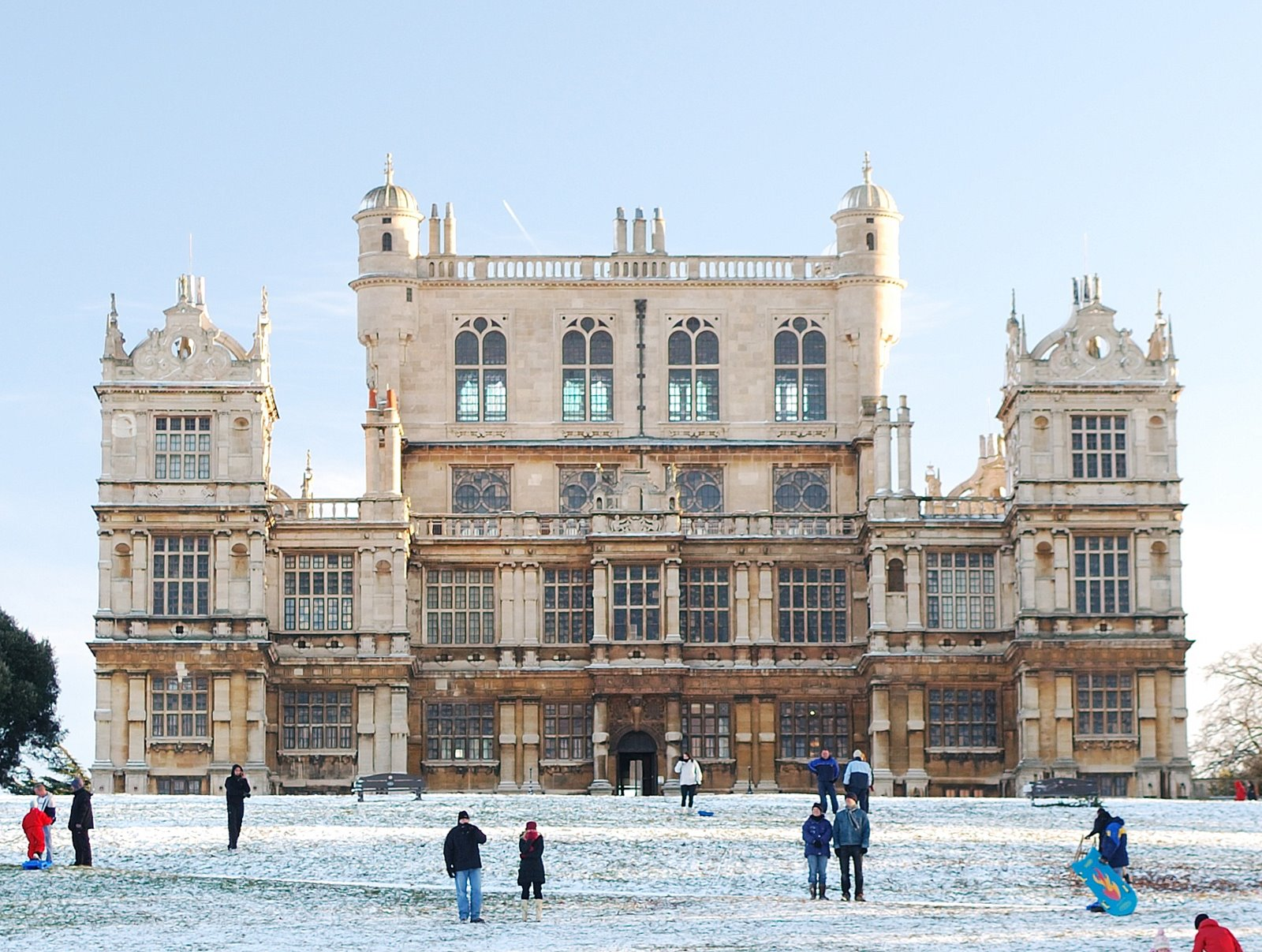
Wollaton Hall, Nottingham

Willoughby est le deuxième fils de Francis Willoughby, 2e baron Middleton . Il fait ses études à la Bury St Edmund's School et entre au Jesus College de Cambridge en 1745.
Willoughby est élu sans opposition en tant que député du Nottinghamshire lors d'une élection partielle le 13 décembre 1762. Il est de nouveau élu sans opposition aux élections générales de 1768 et 1774.
À la mort de son frère le 16 décembre 1774, il lui succède à la baronnie et est appelé à la Chambre des lords .
Il épouse Georgina, fille d'Evelyn Chadwick de West Leake, Nottinghamshire, en 1770 et vit dans le siège familial à Wollaton Park (en), Nottinghamshire. Ils n'ont pas d'enfants  et il est remplacé dans la baronnie par son cousin, Henry Willoughby, 5e baron Middleton.